# カンナガクビガメ
カンナガクビガメ（学名：Chelodina canni）は、ヘビクビガメ科ナガクビガメ属に分類されるカメ。

## 分布
オーストラリア（クイーンズランド州北西部、ノーザンテリトリー北東部）

## 形態
最大甲長26センチメートル。背甲は幅広い。第5椎甲板は縦幅よりも横幅の方が長い。第1縁甲板と第2縁甲板の大きさは同程度。腹甲は幅広く、胸甲板と腹甲板の継ぎ目より前部の腹甲（前葉）では肩甲板と胸甲板の継ぎ目周辺が最も幅広い。喉甲板と間喉甲板の継ぎ目の長さは、喉甲板と肩甲板の継ぎ目の長さや間喉甲板と肩甲板の継ぎ目の長さよりも長い。
頭部は大型。

## 分類
以前はニューギニアナガクビガメのオーストラリア個体群と考えられていたが、独立種として分割された。オーストラリアナガクビガメとの分布域の境界線では種間雑種も発見されている。

## 生態
繁殖形態は卵生。4-7月に卵を産む。飼育下では1回に10個の卵を産んだ例がある。卵は28-29℃の環境下で88-98日で孵化した例がある。

## 人間との関係
種小名canniはJohn Cannへの献名。
ペットとして飼育されることもあり、日本にも輸入されている。流通は非常にまれ。